# 千葉県マンション管理士会
一般社団法人千葉県マンション管理士会（ちばけんマンションかんりしかい）は、千葉県が地盤のマンション管理士会。会員数は90名程度。千葉県内自治体と連携してマンション管理組合向けのセミナー・相談会を開催するとともに会員相互の交流・研鑽を行っている。マンション管理士会の全国組織である日本マンション管理士会連合会の会員管理士会である。

## 概要
- 2002年12月8日 設立
- 2008年4月1日 一般社団法人へ移行